# Cadre-47/2-Europameisterschaft 1953

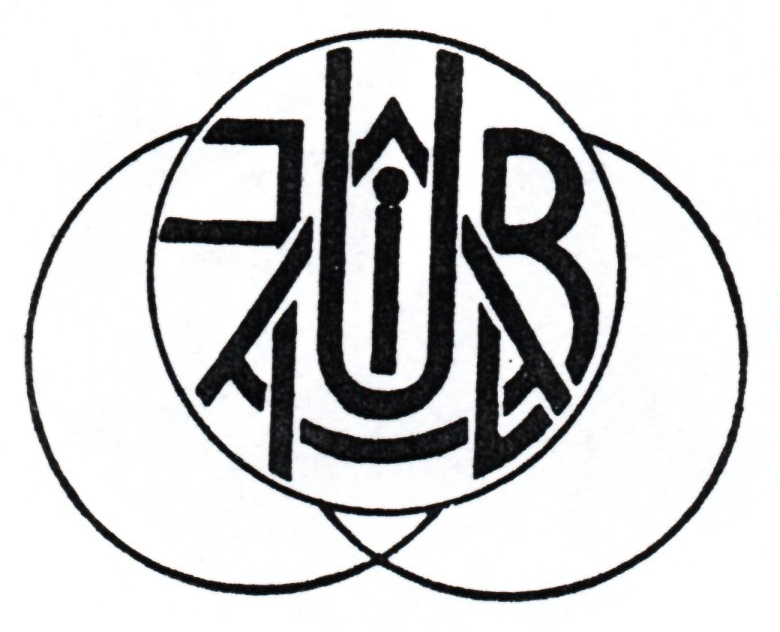
Logo UIFAB (ausrichtender Verband)

Veranstaltungsort: Groningen

Die Cadre-47/2-Europameisterschaft 1953 war das 17. Turnier in dieser Disziplin des Karambolagebillards und fand vom 8. bis zum 11. Januar 1953 in Groningen statt. Es war die zwölfte Cadre-47/2-Europameisterschaft in den Niederlanden.

## Geschichte
Aus deutscher Sicht war es eine denkwürdige Europameisterschaft. Erstmals wurden die beiden ersten Plätze mit Walter Lütgehetmann und August Tiedtke nach Deutschland vergeben. Nach der Hauptrunde waren die beiden punktgleich an der Tabellenspitze. Damit wurde nach den damaligen Regeln eine Stichpartie nötig. Diese gewann Lütgehetmann mit 400:288.
Vor dem Turnier wurden der Titelverteidiger Clement van Hassel, Piet van de Pol und Lütgehetmann als klare Favoriten gehandelt. Alle Begegnungen dieser drei endeten unentschieden. Als Außenseiter gingen die Bandenspezialisten René Vingerhoedt und Tiedtke in das Turnier. Da diese beiden eher defensiv agierten waren die Leistungen insgesamt deutlich niedriger als erwartet. Der einzige, der annähernd seinen Durchschnitt spielte, war der spätere Sieger.

## Turniermodus
Hier wurde im Round Robin System bis 400 Punkte gespielt. Es wurde mit Nachstoß gespielt. Damit waren Unentschieden möglich. Bei MP-Gleichstand (außer bei Punktgleichstand beim Sieger) wird in folgender Reihenfolge gewertet:
1. MP = Matchpunkte
2. GD = Generaldurchschnitt
3. HS = Höchstserie

## Abschlusstabelle

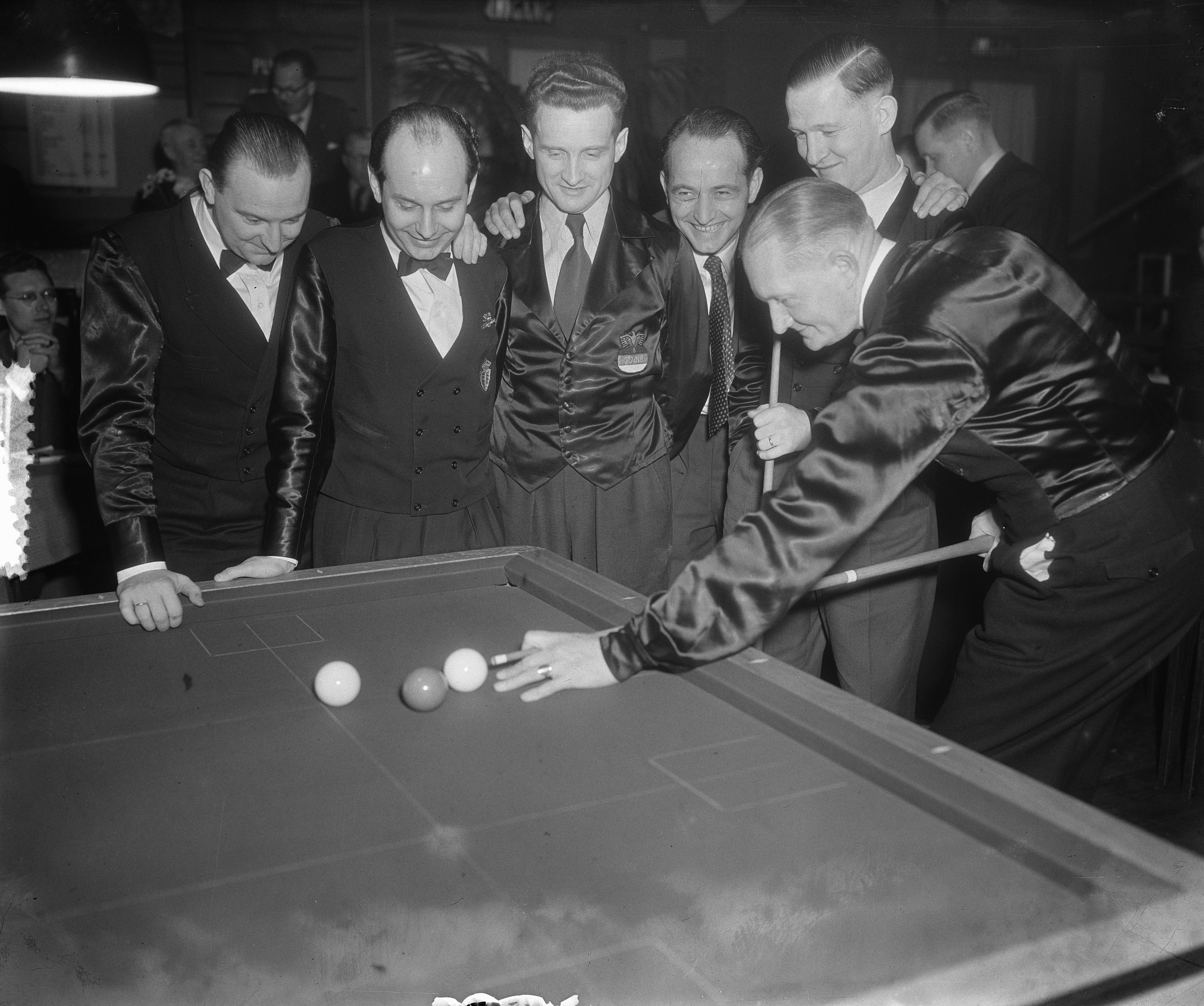
René Vingerhoedt, Clement van Hassel, Walter Lütgehetmann, Kees de Ruijter, Jean Galmiche und Piet van de Pol (v. l. n. r.)

| MP    | Match Points (Sieger = 2; Unentschieden = 1; Verlierer = 0) |
| Pkte. | Erzielte Karambolagen                                       |
| Aufn. | Benötigte Versuche                                          |
| GD    | Generaldurchschnitt                                         |
| BED   | Bester Einzeldurchschnitt eines Spielers                    |
| HS    | Höchstserie                                                 |
|       | Bester GD des Turniers                                      |
|       | Bester ED des Turniers                                      |
|       | Beste HS des Turniers                                       |
|       | 1. Platz (Gold)                                             |
|       | 2. Platz (Silber)                                           |
|       | 3. Platz (Bronze)                                           |

| Platz                                         | Name                | MP   | Pkte. | Aufn. | GD    | BED   | HS  |
| --------------------------------------------- | ------------------- | ---- | ----- | ----- | ----- | ----- | --- |
| 1                                             | Walter Lütgehetmann | 10:4 | 2641  | 98    | 26,94 | 57,14 | 224 |
| 2                                             | August Tiedtke      | 10:4 | 2346  | 153   | 15,33 | 23,52 | 120 |
| 3                                             | Henk Metz           | 8:6  | 2325  | 125   | 18,60 | 28,57 | 149 |
| 4                                             | René Vingerhoedt    | 7:7  | 2339  | 108   | 21,65 | 22,22 | 176 |
| 5                                             | Clément van Hassel  | 6:8  | 2294  | 130   | 17,64 | 36,36 | 218 |
| 6                                             | Kees de Ruijter     | 6:8  | 2305  | 143   | 16,11 | 40,00 | 220 |
| 7                                             | Piet van de Pol     | 6:8  | 2262  | 146   | 15,49 | 36,36 | 217 |
| 8                                             | Jean Galmiche       | 3:11 | 2128  | 149   | 14,28 | 19,04 | 146 |
| Turnierdurchschnitt: 17,71 (ohne Stichpartie) |                     |      |       |       |       |       |     |
| Stichpartie                                   |                     |      |       |       |       |       |     |
| -                                             | Walter Lütgehetmann | 2:0  | 400   | 16    | 25,00 | 25,00 | 116 |
| -                                             | August Tiedtke      | 0:2  | 288   | 16    | 18,00 | –     | 131 |
| nach Stichpartie                              |                     |      |       |       |       |       |     |
| 1                                             | Walter Lütgehetmann | 12:4 | 3041  | 114   | 26,67 | 57,14 | 224 |
| 2                                             | August Tiedtke      | 10:6 | 2634  | 169   | 15,58 | 23,52 | 131 |
| Turnierdurchschnitt: 17,83 (mit Stichpartie)  |                     |      |       |       |       |       |     |